# Реформа МВД России

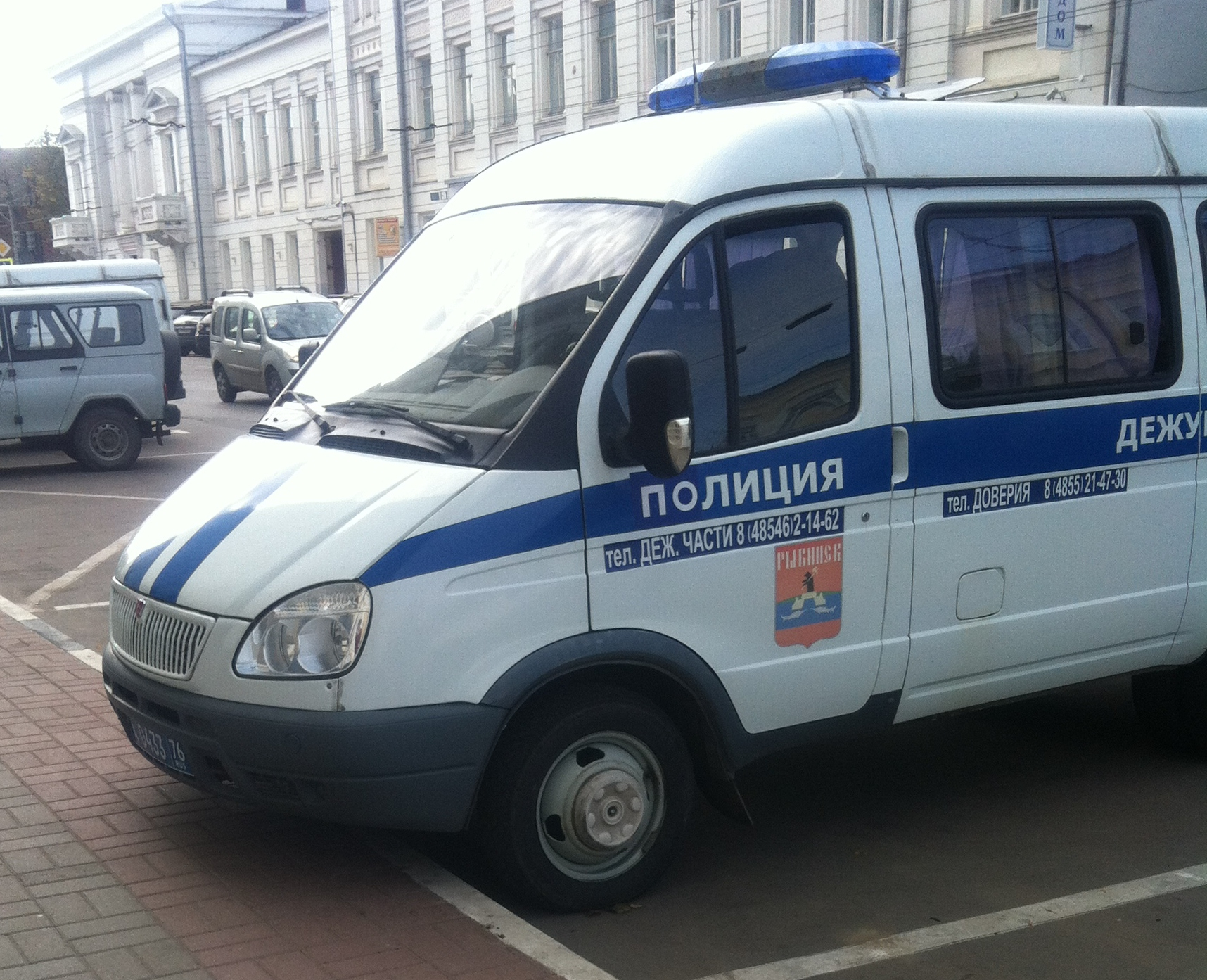
Автомобиль с надписью «Полиция» поверх надписи «Милиция»

Реформа МВД — реформа в Министерстве внутренних дел России, проходившая в 2011—2012 годах с целью повышения эффективности работы правоохранительных органов России, в частности борьбы с коррупцией и улучшения имиджа правоохранительных органов, проведённая по инициативе президента России Дмитрия Медведева.

## Предыстория
Первые шаги к реформе были сделаны в конце 2009 года, когда, после ряда громких преступлений, совершённых милиционерами (к примеру, дела Евсюкова), к теме о необходимости изменений привлечено значительное общественное внимание. 24 декабря 2009 Президент РФ подписал Указ «О мерах по совершенствованию деятельности органов внутренних дел Российской Федерации», предусматривающий в том числе:
- Сокращение до 1 января 2012 года численности МВД на 20 %,
- Рассмотрение вопроса об увеличении ассигнований для выплаты вознаграждения сотрудникам милиции, представить предложения по реформированию системы денежных выплат, оптимизировать количество профильных образовательных учреждений и др.,
- Пересмотр порядка отбора кандидатов для службы с учетом их морально-этических качеств и повышения профессионализма, исключить дублирование функций органов внутренних дел и др.

21 января 2010 года на заседании Ассоциации юристов России с участием главы МВД Рашида Нургалиева Сергей Степашин заявил, не раскрывая сути нововведения: «Милиции общественной безопасности, насколько я знаю — её больше не будет. И наверное, создание профессиональной полиции — это решение абсолютно правильное».

## Обсуждение законопроекта
6 августа 2010 года президент России Дмитрий Медведев на совещании по вопросам реформирования МВД предложил уже на следующий день предоставить законопроект «О полиции» для всеобщего обсуждения в Интернете. Тогда же Медведев предложил переименовать милицию в полицию: «Нам нужны профессиональные люди, сотрудники, которые эффективны, честно и слаженно выполняют свою работу. Поэтому я считаю, что пришла пора вернуть органам правопорядка их имя — полиция».
7 августа 2010 года в открытом доступе с возможностью комментирования опубликован проект закона «О полиции», призванный заменить ФЗ «О милиции».
Согласно опросу, проведенному ВЦИОМ 14—15 августа 2010 года, 63 % россиян считали, что переименование милиции в полицию ничего не изменит, и в работе ведомства все останется по-прежнему. В целом, новый законопроект является продолжением политики, обратной той, которая проводилась в реформе 2002 года, то есть ещё большей централизации. Упраздняются институты милиции общественной безопасности и криминальной милиции. В отличие от милиции, частично подчинённой власти субъекта федерации, полиция с субъектом федерации (по законопроекту) не связана.
В уникальном для России онлайн-обсуждении законопроекта «О полиции» приняло участие около 5 миллионов человек. В результате, законопроект, по сравнению с первоначальным видом, претерпел значительные изменения, связанные с полномочиями новой структуры. В частности, исключены положения о том, что полицейские могут беспрепятственно проникать в помещения граждан, на принадлежащие им земельные участки, на территории, земельные участки и в помещения, занимаемые общественными объединениями и организациями, а также вызывавшая наибольшую критику «презумпция законности» полиции («требования сотрудника полиции, обращенные к гражданам и должностным лицам, и предпринимаемые им действия считаются законными до тех пор, пока в предусмотренном законом порядке не будет установлено иное»), хотя, по мнению оппозиционных политиков, данная формулировка была лишь завуалирована, а не исключена.

## Принятие закона
Несмотря на критику со стороны определенных слоев общества и ряда оппозиционных политических партий, 10 декабря 2010 года законопроект принят Госдумой в первом чтении, а 28 января 2011 года — в заключительном чтении. За принятие закона высказалась только "Единая Россия". 314 депутатов поддержали закон, 131 высказались против, воздержавшихся не было. 7 февраля 2011 года президент Медведев подписал закон «О полиции». Первоначально планировалось, что новый закон вступит в силу уже с 1 января 2011 года, но позднее срок перенесен на 1 марта. Таким образом 1 марта 2011 года милиция в Российской Федерации официально прекратила своё существование, и с 1 января 2012 года вся символика милиции стала недействительной.
Закон предусматривает проведение внеочередной аттестации сотрудников внутренних дел, которая началась 1 марта 2011 года и должна была закончиться 1 мая 2011 года, но Медведев подписал указ о продлении сроков переаттестации, и аттестация была завершена 1 августа 2011 года. Переаттестация сотрудников началась с руководителей центрального аппарата и территориальных органов МВД, а затем её начали проходить старший, средний и младший начальствующий состав органов внутренних дел. Сотрудники, не прошедшие аттестацию или отказавшиеся от её прохождения, были уволены из рядов МВД.

## Промежуточные результаты
В ходе реформы численность сотрудников органов внутренних дел сокращена на 22 %. В наибольшей степени сокращению подвергся территориальные подразделения, районного уровня. Существенно повышены социальные гарантии и денежное довольствие сотрудников полиции.
Согласно опросам ВЦИОМ, уровень доверия к органам внутренних дел в вопросах обеспечения личной и имущественной безопасности повысился с 33 % в 2009 году до 52 % в 2011 году. Также некоторые отмечали эффективность реформы в борьбе против т. н. «оборотней в погонах», работавших в милиции в 1990-х и 2000-х годах.
12 октября 2012 года министр внутренних дел Владимир Колокольцев заявил, что полученные в рамках первого этапа реформы МВД результаты оказались недостаточны и «не оправдали в полной мере ожидания граждан». Как отметил Колокольцев, ряд проблем всё ещё нуждается в решении, к таковым он отнёс «палочную систему», систему учёта сообщений о преступлениях и систему оценки эффективности работы полиции.

## Оценки
В октябре 2013 года Министерство внутренних дел России охарактеризовало отрицательные последствия реформы:
в первую очередь сокращение штата полиции на 20 процентов, закрытие ряда специализированных учебных заведений, из-за чего снизилось качество подготовки полицейских, а также провал переаттестации его сотрудников.